# Paolo Manna
Paolo Manna (Avellino, 16 gennaio 1872 – Napoli, 15 settembre 1952) è stato un presbitero italiano, membro del Pontificio Istituto Missioni Estere e fondatore dell'Unione Missionaria del Clero; è stato beatificato da papa Giovanni Paolo II nel 2001.

## Biografia
Nacque ad Avellino il 16 gennaio 1872. Compiuti gli studi elementari ad Avellino, a Napoli e a Roma, frequentò l'Università Gregoriana per la Filosofia, entrando poi nel 1891 nel seminario dell'Istituto Missioni Estere a Milano per i corsi teologici. Nel 1894 ricevette l'ordinazione sacerdotale nel Duomo di Milano. Il 27 settembre 1895 partì per la Missione di Toungoo nella Birmania Orientale, lavorandovi fino a che rimpatriò nel 1907 per una grave malattia. 
Dal 1909 in poi si dedicò alla diffusione dell'idea missionaria tra il popolo e il clero. Ha lasciato scritto: "Il missionario di fatto non è niente se non impersona Gesù Cristo...Solo il missionario che copia fedelmente Gesù Cristo in se stesso...può riprodurne l'immagine nelle anime degli altri". Fondò nel 1916 l'Unione Missionaria del Clero, nel 1914 "Propaganda Missionaria" e nel 1919 "Italia Missionaria" per la gioventù. Aprì a Trentola Ducenta il Seminario Meridionale per le Missioni Estere, nel 1924 fu eletto Superiore Generale dell'Istituto Missioni Estere di Milano, che nel 1926, per l'unione col Seminario Missionario di Roma, diventò il Pontificio Istituto Missioni Estere (P.I.M.E.). Nel 1936 collaborò alla fondazione delle Missionarie dell'Immacolata.
Due preoccupazioni sono costanti nel pensiero e nell'opera di padre Manna: è convinto che non basti inviare missionari, è necessario che l'attività missionaria miri a fondare delle vere e proprie Chiese locali; inoltre è convinto di come la separazione dei cristiani tra loro sia il più grave scandalo per la missione della Chiesa e le faccia perdere credibilità umana tra i non cristiani, il rimedio a questo problema è l'ecumenismo. 
La sua attività missionaria rispecchia quanto scritto in seguito da papa Giovanni Paolo II nell'enciclica Redemptoris Missio: "La spiritualità missionaria della Chiesa è un cammino verso la santità. Occorre suscitare un nuovo ardore di santità fra i missionari e in tutta la comunità cristiana". Ci ha lasciato numerose pubblicazioni, come "Operarii autem pauci", " I Fratelli separati e noi", "Le nostre Chiese e la propagazione del Vangelo" e "Virtù Apostoliche". Precorrendo il Concilio Vaticano II, propose nuovi metodi missionari. Il suo motto era: "Tutta la Chiesa per tutto il mondo!". Morì a Napoli il 15 settembre 1952, le sue spoglie si trovano nel seminario di Trentola Ducenta.

## Il culto
Il 18 febbraio 1989 papa Giovanni Paolo II ha autorizzato la Congregazione delle Cause dei Santi a promulgare il decreto sulle virtù eroiche di padre Paolo Manna, riconoscendogli il titolo di venerabile. È stato beatificato il 4 novembre 2001 in Piazza San Pietro a Roma.